# London North Eastern Railway
De London North Eastern Railway, vaak afgekort tot LNER is de Britse spoorvervoerder die sinds 24 juni 2018 het treinverkeer op de East Coast Main Line verzorgt. Het is een operator of last resort. De spoorvervoerder verzorgt zowel treinverkeer in Engeland als in Schotland, aangezien de East Coast Main Line door beide gebieden loopt.
Per 1 maart 2015 werd het treinverkeer op de East Coast Main Line verzorgd door Virgin Trains East Coast (VTEC) (voor 90% in handen van Stagecoach en voor 10% van Virgin). Dit contract liep aanvankelijk tot 2023, maar werd vanwege financiële mankementen van VTEC, waarbij ze hun bod voor het verzorgen van het treinverkeer, niet terug konden betalen, ingekort tot 24 juni 2018.
Vanaf 24 juni 2018 viel de East Coast Main Line in publieke handen en reed LNER de treinen op die lijn. In eerste instantie zou dit tot 2020 gebeuren. Later werd dit echter verlengd naar 2023 met een optie om dat weer tot 2025 te verlengen.